# Codatractus
Codatractus là một chi bướm ngày thuộc họ Bướm nâu.